# Our Long Road Home
Our Long Road Home es el cuarto álbum de estudio de la banda de metal alternativo Taproot. Fue lanzado a través del Velvet Hammer, la etiqueta fundada por la sociedad gestora del mismo nombre que ha trabajado con bandas como System of a Down, Deftones, Alice in Chains. Este álbum también marca la caída del productor Toby Wright que había trabajado en anteriores dos comunicados de estudio de la banda.

## Lista de canciones
| N.º | Título                               | Duración |  |
| 1.  | «Path Less Taken»                    | 3:55     |  |
| 2.  | «Wherever I Stand»                   | 3:23     |  |
| 3.  | «Be the 1»                           | 3:21     |  |
| 4.  | «Hand That Holds True»               | 3:41     |  |
| 5.  | «Take It»                            | 3:12     |  |
| 6.  | «It's Natural» (feat. Kristin von B) | 3:39     |  |
| 7.  | «As One»                             | 3:50     |  |
| 8.  | «You're Not Home Tonight»            | 2:57     |  |
| 9.  | «Stethoscope»                        | 1:43     |  |
| 10. | «Run To»                             | 3:40     |  |
| 11. | «Karmaway»                           | 4:09     |  |
| 12. | «Footprints»                         | 3:51     |  |

## Puesto
Sencillos
| Año  | Sencillo           | Chart                  | Posición |
| ---- | ------------------ | ---------------------- | -------- |
| 2008 | "Wherever I Stand" | Mainstream Rock Tracks | #34      |
| 2009 | "Path Less Taken"  | -                      | -        |